# Bianca Garavelli
Bianca Garavelli (Vigevano, 23 agosto 1958 – Vigevano, 29 dicembre 2021) è stata una scrittrice e critica letteraria italiana.

## Biografia
Nata a Vigevano, studiò Storia della lingua italiana e Letteratura italiana all'Università degli Studi di Pavia, dove fu allieva di Maria Corti, dal cui insegnamento ereditò l'interesse intrecciato per la scrittura creativa e critica, con uno sguardo privilegiato sull'opera di Dante, caratterizzante la sua attività letteraria.
Come critica letteraria ed elzevirista, collaborò dal 1989 al quotidiano Avvenire, occupandosi di italianistica e di narrativa straniera. Inoltre collaborò per alcuni anni al mensile Stilos, scrivendo di narrativa italiana; dal 2006 al 2009 sul mensile Letture curò la rubrica sui libri tascabili. Garavelli coordinò la collana I Grandi Classici della Poesia per Fabbri Editori, uscito nelle edicole fra il 1997 e il 2000, con il contributo di alcunI poeti contemporanei italiani, tra cui Roberto Mussapi e Rosita Copioli. Fu assegnista di ricerca al Dipartimento di Italianistica e Comparatistica dell'Università Cattolica del Sacro Cuore di Milano, dove aveva anche conseguito il titolo di dottore di ricerca in Letteratura dell'Età moderna e contemporanea.
Studiò la letteratura medievale, in particolare Dante Alighieri, di cui curò diverse edizioni della Commedia, saggi e manuali di interpretazione. Nel 2010 pubblicò Nelle pagine dell'anima, un volume-consuntivo della sua attività critica, che raccoglie articoli e interviste a personalità della cultura internazionale; il volume si può considerare una storia della letteratura e della critica degli ultimi vent'anni.
La produzione narrativa di Bianca Garavelli mostra un ampio ventaglio di registri: dal thriller esoterico al romanzo realistico, d'amore e di viaggio.
Il 16 ottobre 2012 è uscito in prima edizione il thriller, in parte storico e in parte ambientato ai giorni nostri, Le terzine perdute di Dante, per i tipi di Baldini&Castoldi che è stato disponibile in formato e-book ed è poi stato ripubblicato in edizione rinnovata nelle librerie, e in formato e-book, per la collana best BUR Rizzoli nel 2015.
Il 16 maggio 2013 è uscito in anteprima per il Salone Internazionale del Libro di Torino un libro di racconti, L'oscurità degli angeli per Ladolfi Editore. Il 7 dicembre 2013 questo libro, formato da nove racconti, si aggiudica la sesta edizione del Premio letterario "Città di Fabriano".
Il 28 novembre 2014 il thriller esoterico Il passo della dea esce in forma rinnovata e in formato e-book per la casa editrice digitale Emma Books, nella collana "Mistery". Il thriller – già pubblicato nel 2005 da Passigli Editori – è ambientato a Milano tra il novembre e il dicembre 2001, al tempo delle prove per l'ultima opera rappresentata prima del triennio di chiusura per restauri del Teatro alla Scala.
Il 15 giugno 2016 Bianca Garavelli fu l'ospite d'onore della Giornata Mondiale della Dante alla Società Dante Alighieri di Montecarlo, Principato di Monaco.

## Opere

### Romanzi
- Il mistero di Gatta Bianca, Roma, Bari, Laterza, 1999, ISBN 88-421-0488-4.
- Beatrice, Bergamo, Moretti & Vitali, maggio 2002, ISBN 88-7186-203-1.
- Il passo della dea, Bagno a Ripoli, Passigli, aprile 2005, ISBN 88-368-0924-3. [eBook, Emma Books, Milano, 2014, ISBN 978-88-6893-021-9]
- Amore a Cape Town, Roma, Avagliano, novembre 2006, ISBN 88-8309-213-9.
- Le terzine perdute di Dante, Milano, Baldini & Castoldi, 2012, ISBN 978-88-170-1213-3. [Milano, BUR, 2015-2021, ISBN 9788817082204]
- Tortelli di zucca. La ricetta del tempo ritrovato, Milano, Emma Books, 2015, ISBN 978-15-390-6446-6.
- Il dono della tigre, Borgomanero, Giuliano Ladolfi Editore, marzo 2020, ISBN 978-88-664-4523-4.

### Racconti
- L'amico di Arianna, Napoli, A. Guida, 1990, ISBN 88-7188-000-5.
- Lettera allo spazio più buio, Lietocollelibri, 1994, OCLC 36591000.
- L'oscurità degli angeli, Borgomanero, Giuliano Ladolfi Editore, maggio 2013, ISBN 978-88-6644-105-2.

### Poesie
- L'insonnia beata, prefazione di Antonio Porta, Modena, Edizioni del Laboratorio, 1988.

### Curatele e traduzioni
- Dante Alighieri, La Commedia, Introduzione e commento di B. Garavelli, con la supervisione di Maria Corti, Milano, Bompiani, 1993. - ed. rivedute, 3 voll. (vol. I: Inferno; vol. II: Purgatorio; vol. III: Paradiso), Bompiani, 1995-2012.
  - La Divina Commedia 3 voll. (I: Inferno; II: Purgatorio; III: Paradiso) Introduzione generale alla Commedia e a ciascuna cantica di B. Garavelli, Note di Lodovico Magugliani,[5] Collana Superclassici nn.132-133-134, Milano, BUR, 1995; anche in volume unico, BUR, 2012-2021.
  - La Divina Commedia. Inferno, Introduzione e commento di B. Garavelli, Milano, BUR, 2015.
  - La Divina Commedia. Purgatorio, Introduzione e commento di B. Garavelli, Milano, BUR, 2002.
  - La Divina Commedia. Paradiso, Introduzione e commento di B. Garavelli, Milano, BUR, 2002.
- Dante Alighieri, 18 Canti de La Commedia, Introduzione di Maria Corti, Milano, Bompiani, 1997, ISBN 978-88-450-6369-5.
- Dante Alighieri, La Divina Commedia. Canti scelti, a cura di B. Garavelli, Introduzione di Maria Corti, Milano, Bompiani, 2000.
- Dante Alighieri, La Divina Commedia. Canti scelti, Collana pillole BUR, Milano, BUR-Rizzoli, 2006, ISBN 978-88-170-1213-3. [con parafrasi condensate dei canti non antologizzati]
- Étienne Gilson, Dante e Beatrice. Saggi danteschi, Prefazione, trad. e cura di B. Garavelli, Milano, Medusa, 2004, ISBN 978-88-769-8042-8.
- Dante Alighieri, La Divina Commedia. [Guida al] Paradiso, analisi e commento critico di B. Garavelli, Milano, Alpha Test, 2004.
- Dante Alighieri, La Divina Commedia. [Guida al] Purgatorio, analisi e commento critico di B. Garavelli et alii, Milano, Alpha Test, 2005.
- Dante Alighieri, La Divina Commedia. [Guida all']Inferno, analisi e commento critico di B. Garavelli, Milano, Alpha Test, 2009.
- a cura di Christine de Pizan, Il Dibattito sul "Romanzo della Rosa", trad. di B. Garavelli, Collana Le porpore n.18, Milano, Medusa, 2006, ISBN 978-88-769-8042-8.
- Libro della pace, a cura di Christine de Pizan, trad. di B. Garavelli, Milano, Medusa, 2007, ISBN 978-88-769-8108-1. [trattato di buon governo dedicato a Luigi di Francia, delfino di Carlo VI il Folle, con in appendice il Poema di Giovanna d'Arco, dedicato alla pastorella guerriera che liberò Orléans dall'assedio nel 1429]
- Caramuel. Vescovo eclettico, Collana Il tridente. Campus n.110, Bergamo, Moretti & Vitali, 2016, ISBN 978-88-718-6608-6.(curatela) [dedicato allo scrittore, teologo, astronomo, musicista e architetto Juan Caramuel y Lobkowitz (Madrid 1606 - Vigevano 1682)]

### Saggi
- Leggere la poesia dell'Ottocento. Per le scuole superiori, Milano, Bompiani, ISBN 978-88-450-6259-9.
- Leggere la poesia del Novecento. Per le scuole superiori, Milano, Bompiani, ISBN 978-88-450-6184-4.
- Nelle pagine dell'anima, Collana I volti di Hermes n.10,[6] Bergamo, Moretti & Vitali, 2010, ISBN 978-88-718-6473-0.
- Dante. Così lontano,così vicino, Collana Varia, Firenze, Giunti, 2021, ISBN 978-88-099-0588-7.

## Premi e riconoscimenti
- Premio Angeli nel cielo del Cilento 2007: vincitrice della sezione narrativa con il romanzo Amore a Cape Town.
- Premio Scrittori con gusto - Accademia Res Aulica 2013: vincitrice ex aequo con il romanzo Le terzine perdute di Dante.
- Premio Città di Fabriano 2013: vincitrice della sezione narrativa con i racconti L'oscurità degli angeli.
- Premio Prata La Cultura nella Basilica 2016, vincitrice per il romanzo Le terzine perdute di Dante[7].